# Vache II da Albânia
Vache II (em armênio: Վաչէ; romaniz.: Vačʻē; m. 470) foi o nono rei do Reino da Albânia, governando de 440 a 461/2. Era filho e sucessor de Arsvalém (r. 415–440).

## Nome
O nome Vache (Vačʻē) tem origem iraniana e é uma abreviação dos nomes relacionados Vachaque (Վաչակ, Vachak) e Vachagã (Վաչագան, Vačʻagan). Em sua forma longa, deriva do persa médio waččag, que significa "jovem, criança, novato filhote".

## Vida

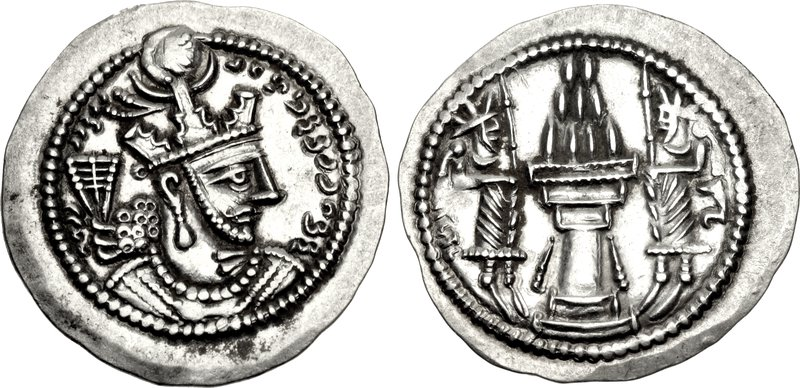
Dracma de r.

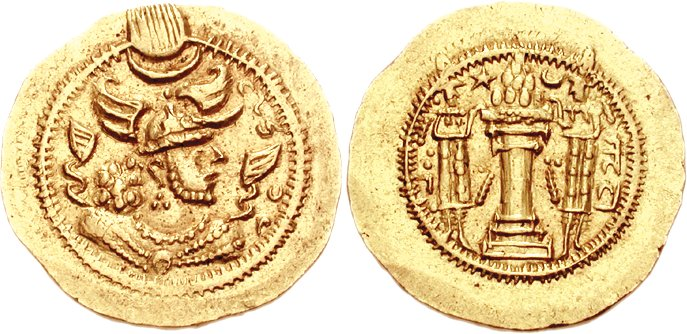
Dinar de r.

Vache era filho de Arsvalém (r. 415–440) e a filha do xainxá do Império Sassânida Isdigerdes II (r. 438–457) e em data incerta casou com a sobrinha ou irmã de Perozes I (r. 459–484). Durante a luta dinástica entre os irmãos Perozes e Hormisda III em 457-459, Vache II aproveitou a situação tumultuada e declarou independência. Denunciou o zoroastrismo (ao qual havia se convertido originalmente) e voltou ao cristianismo. Abriu os portões de Chor (Derbente) aos hunos (chamados por Moisés de Dascurã de masságetas) e, com a ajuda deles, atacou o exército sassânida.
Perozes respondeu abrindo o desfiladeiro de Darial aos hunos, que posteriormente devastaram a Albânia. Os dois reis logo entraram em negociações e chegaram a um acordo: Vache II devolveria sua mãe (irmã de Perozes) e filha para Perozes, enquanto receberia em troca as mil famílias que originalmente lhe foram dadas por seu pai como parte da herança. Vache II abdicou posteriormente e se tornou monge, deixando a Albânia sem rei por algumas décadas, até que Vachagã III (r. 485–510) foi instalado no trono pelo irmão e sucessor de Perozes, Balas (r. 484–488). Durante esse período a Albânia esteve sob controle de vice-reis (marzobãs). Em meados dos anos 470, o vitaxa de Gogarena Vasgeno decidiu ir até a corte de Ctesifonte, onde converteu-se ao zoroastrismo. Em recompensa, Perozes lhe deu uma de suas filhas como esposa e o nomeou vice-rei da Albânia, posição que reteve até seu assassinato em 482.
Se sabe que Vache foi destinatário de uma carta do católico Guiute de Araez (r. 461–478). De acordo com A História do País da Albânia de Moisés de Dascurã, Perozes durante seu reinado ordenou que Vache mandasse construir a cidade de Perozapate ("a cidade de Perozes" ou "Próspero Perozes"). No entanto, isto é improvável, uma vez que o Reino da Albânia foi abolido por Perozes após suprimir a revolta de Vache II. A cidade foi aparentemente fundada pelo próprio Perozes após a remoção da família governante da Albânia.